# Jean-Louis Forain

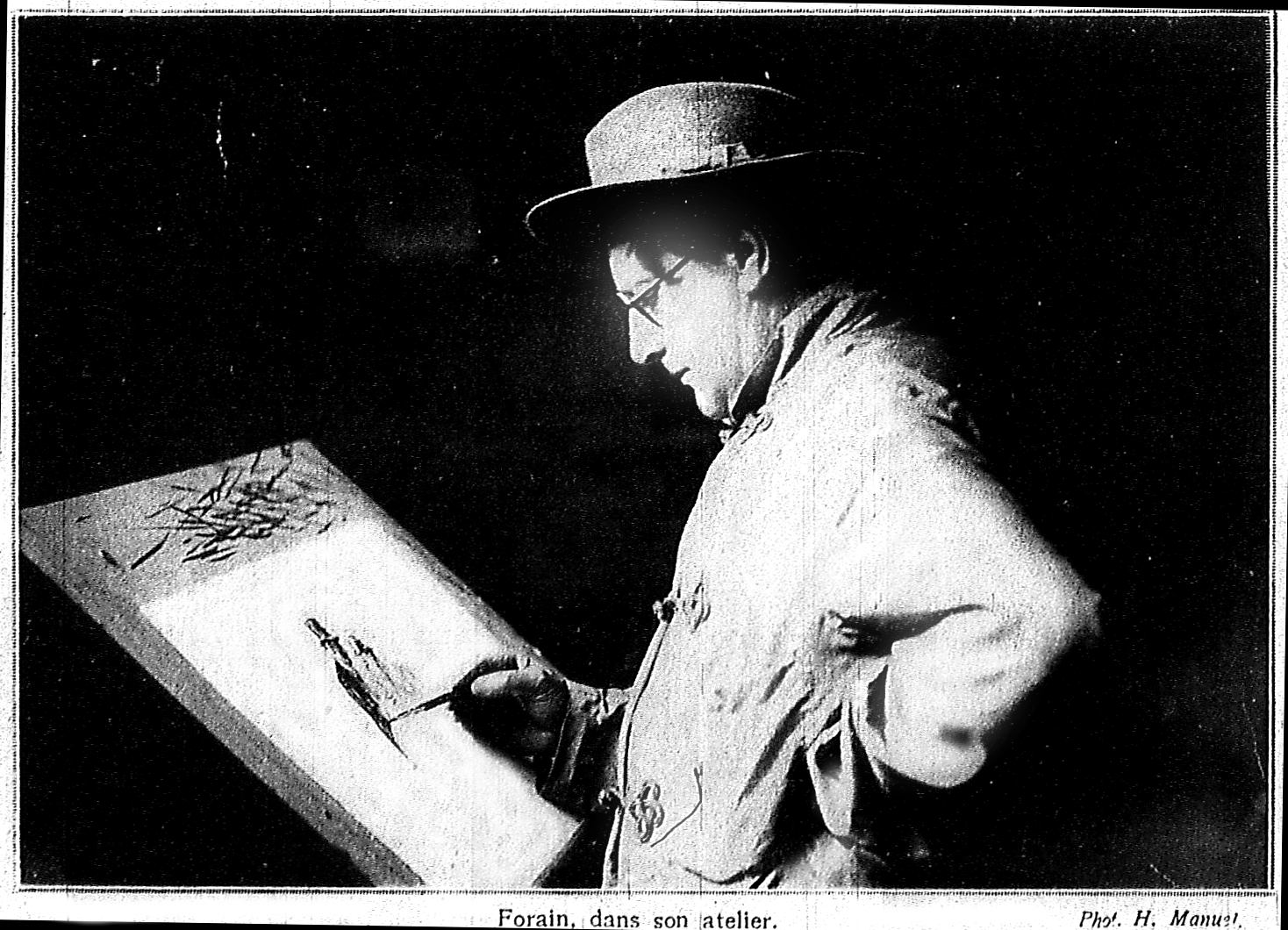
Jean-Louis Forain dibujando en su estudio.

Jean-Louis Forain (Reims, 23 de octubre de 1852 - † 11 de julio de 1931) fue un pintor e ilustrador francés en la órbita de Toulouse-Lautrec, a quien en realidad precedió como observador de la vida moderna. Es considerado el benjamín (miembro más joven) del grupo impresionista.

## Biografía
Nació en el seno de una modesta familia de artesanos. Trasladado a París a los once años de edad, contó con la protección del escultor Jean-Baptiste Carpeaux y estudió por un tiempo en la École des Beaux-Arts, en el estudio de Jean-Léon Gérôme, si bien su formación fue autodidacta en gran medida. 
Forain entró a trabajar con el caricaturista André Gill. Destacaría como ilustrador para publicaciones como Le Monde parisien y Le Rire. Representaba principalmente el mundo del teatro y los cafés, pero buscó el humor en todos los contextos, y sus dibujos más satíricos son los de jueces y abogados de hacia 1900, en lo que conectó con un ilustre predecesor: Honoré Daumier.

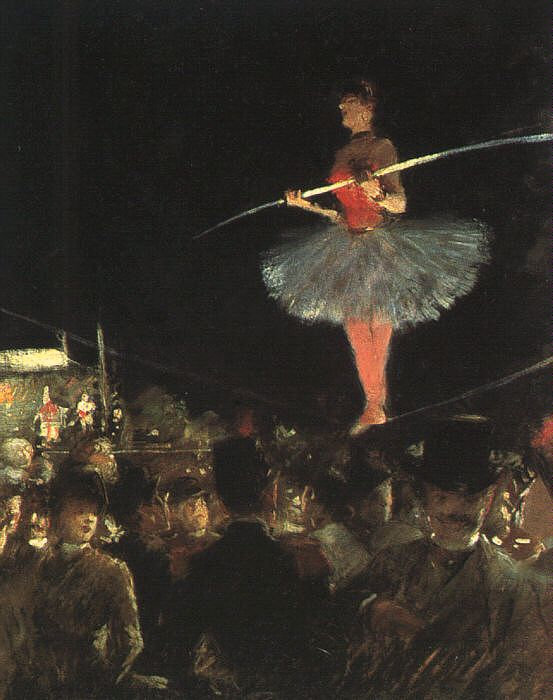
La funambulista (Art Institute de Chicago).

Bajo influencia de Manet y Degas, Forain abordó temas recurrentes en ellos: el teatro, las carreras de caballos, los cafés, la ópera y también las casas de alterne. Rechazado en el Salón de 1874, en años posteriores se integró en el denostado grupo impresionista. Entre 1879 y 1886 participó en cuatro exposiciones impresionistas, invitado por Degas, y llegó a participar en una colectiva de la galería Durand-Ruel en Nueva York. Pero finalmente, se aceptaron obras suyas en los Salones oficiales de 1884 y 1885 (entre ellas, El viudo del Museo de Orsay de París). 
Su primera muestra individual tuvo lugar en 1890, en la galería Boussod et Valadon, dirigida por Theo van Gogh, hermano del célebre pintor.

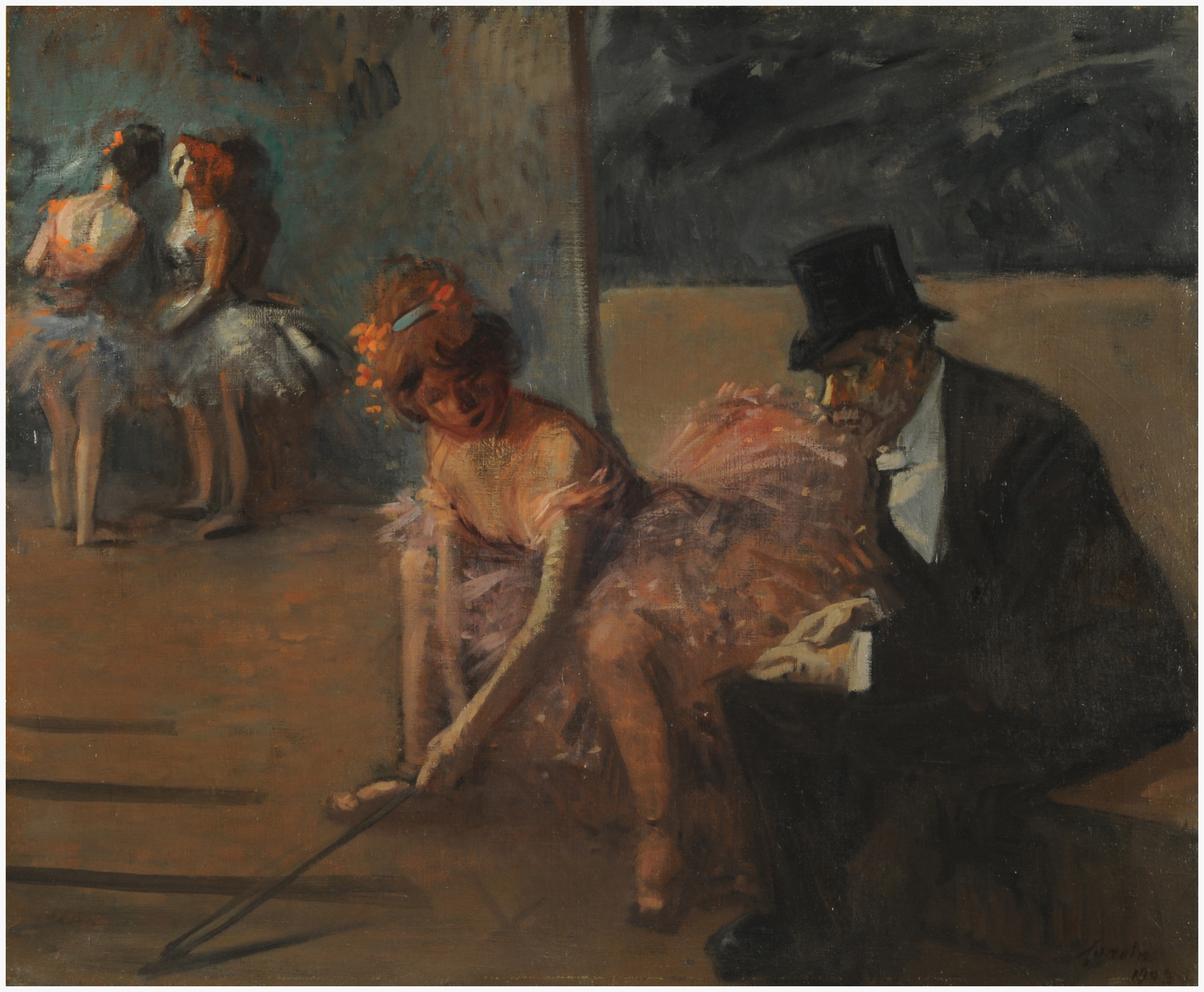
Bailarina y admirador tras la escena (Museo de Bellas Artes de Buenos Aires).

Su despegue como autor popular arrancó en la década de 1890, con sus caricaturas satíricas. Admirador de Goya, visitó Madrid en 1894 y 1900, la segunda vez para visitar una exposición sobre el pintor español.
En 1913 se le dedicó una exposición con 390 piezas en el Museo de Artes Decorativas de París, y cuatro años después se exhibió otro amplio conjunto (75 obras) en la Exposición de Arte Francés celebrada en Barcelona.
Forain es considerado un precursor de Toulouse-Lautrec. Se cree así mismo que una caricatura suya inspiró a Edward Hopper su famoso cuadro Habitación de hotel (Madrid, Museo Thyssen-Bornemisza).[cita requerida]
En 1921, por compromiso a su ciudad natal, ofrece al museo de Reims un importante lote de dibujos. Muere el 11 de julio de 1931, su tumba se encuentra en Le Chesnay, cerca de Versalles en donde poseía una propiedad.

## Obras
- Scène de café (1878). Museo de Brooklyn
- Bailarina en rosa. Colección Carmen Thyssen-Bornemisza.
- Vestíbulo en la Ópera. Museo de Bellas Artes de Boston.

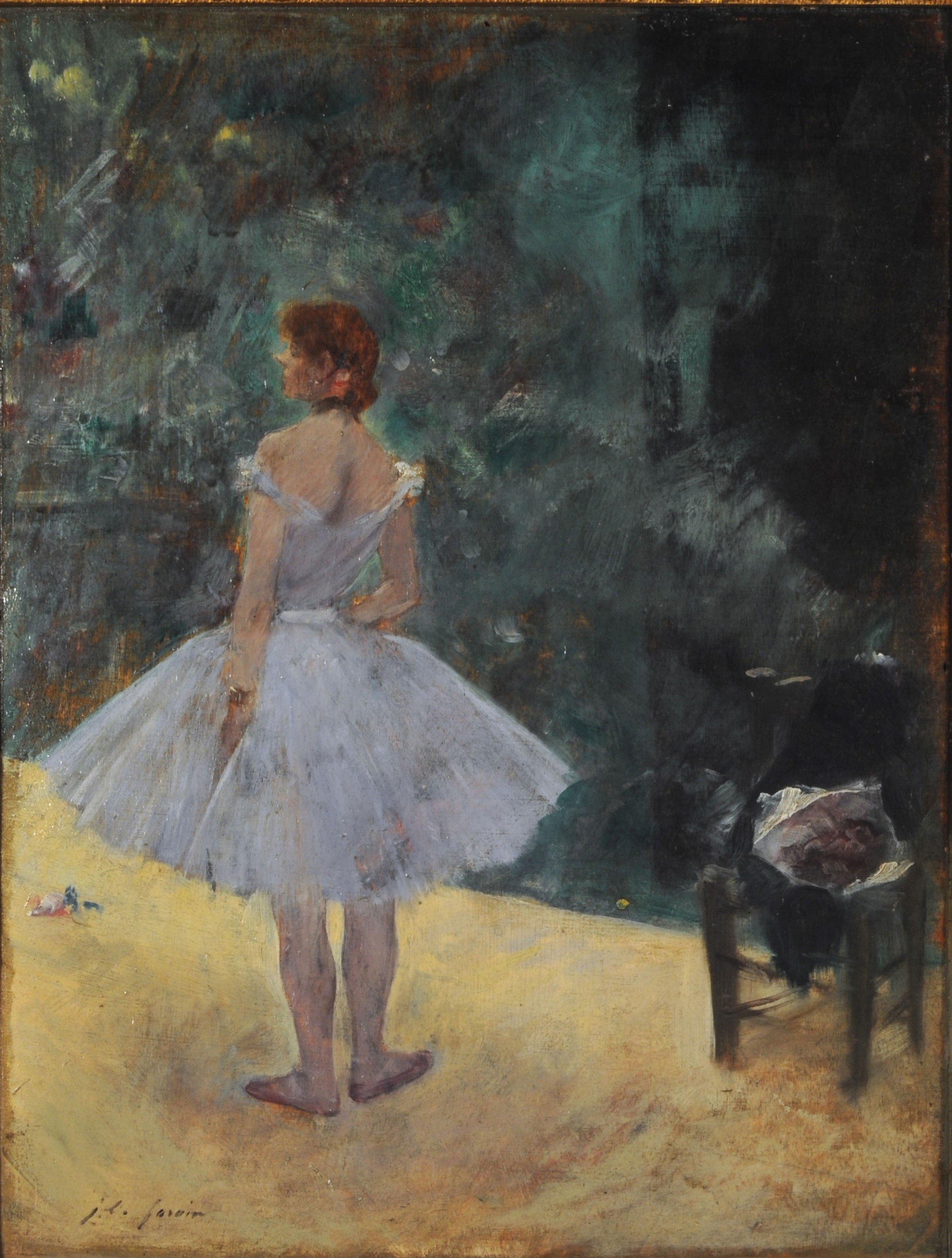
La bailarina - Jean-Louis Forain.

- Le Veuf (1884). Musée d'Orsay.
- Anna de Noailles (1905).

## Exposiciones
- De junio a septiembre de 1952, en la Bibliothèque nationale por el centenario de su nacimiento
- De mayo a junio de 1978, en el museo Marmottan de París
- De enero a julio de 1986, en el museo des deux guerres mondiales
- 2003, en el museo Brayer de Baux de Provence
- Del 8 de abril al 28 de septiembre de 2003 en el museo Angladon de Aviñón
- Del 10 de marzo al 5 de junio de 2011 en el Petit Palais de París